# Pachatel
Pachatel je trestněprávní označení osoby, která je subjektem nějakého trestného činu, protože jej buď přímo sama či prostřednictvím jiného spáchala, pokusila se o něj, případně ho i jen připravovala. Pokud daný trestný čin spáchalo více osob, jde o spolupachatele.

## Pojem pachatele
Pachatel svým jednáním vždy naplní všechny požadované znaky skutkové podstaty daného trestného činu, nebo jeho pokusu či i jen přípravy, pokud je trestná. Pachatelem je i tehdy, pokud nekoná sám, ale k trestné činnosti využije jinou osobu, která není trestně odpovědná nebo která nebude vědomě daný trestný čin páchat.
Od osoby pachatele je naopak nutno odlišovat další subjekty trestného činu, které jsou v pozici účastníka trestného činu. Jde o organizátora, který spáchání pouze zosnuje nebo řídí, návodce, který pachatele k trestné činnosti přesvědčí, a o pomocníka, který spáchání jen umožní nebo usnadní. Na druhou stranu všichni tito účastníci jsou trestně odpovědní úplně stejně jako samotný pachatel.

## Trestní odpovědnost pachatele
Aby byl pachatel trestně odpovědný a tudíž i trestně postižitelný, musí kromě spáchání trestného činu splňovat i tato kritéria:
1. musí být starší 15 let[4] a
2. musí být příčetný.[5]

Kromě toho se trestní odpovědnosti může navíc ještě vyhnout tehdy, pokud jsou dány tzv. okolnosti vylučující protiprávnost, např. nutná obrana, krajní nouze nebo oprávněné použití zbraně.